# غير مغفور (فلم)
غير مغفور (بالإنجليزية: Unforgiven) فيلم وسترن أمريكي حائز على أوسكار أفضل فيلم لعام 1992 من إخراج وبطولة وإنتاج كلينت إيستوود. يحكي الفيلم قصة ويليام ماني راعي بقر متخصص بالمبارزات بالمسدس، والذي ترك «المهنة» واتجه للزراعة. لكنه يضطر للعودة إلى المبارزات بعد عودة مظاهر العنف في الغرب الأمريكي. يدور الفيلم في إطار منطقة الغرب القديمة الأمريكية وتحديدا آخر القرن التاسع عشر. نال الفيلم جائزة أوسكار عن أفضل فيلم، وجائزة أفضل إخراج، وأفضل مونتاج، وجائزة أفضل ممثل بدور مساعد لجين هاكمان. ما مجموعه أربعة جوائز أوسكار. بالإضافة لترشحه لخمس جوائز أخرى. كما دخل قائمة أفضل 100 فيلم من قبل معهد الفيلم الأمريكي. شارك في البطولة مورغان فريمان، وجين هاكمان وريتشارد هاريس. يعتبر الفيلم ثالث فيلم وسترن يفوز بجائزة الأوسكار لأفضل فيلم بعد سيمارون عام 1931 و الرقص مع الذئاب عام 1990.

## طاقم العمل
- كلينت إيستوود بدور: ويليام موني (Will Munny).
- جين هاكمان بدور: ليتل بيل داجيت (Little Bill).
- مورغان فريمان بدور: نيد لوجان (Ned Logan).
- ريتشارد هاريس بدور: بوب الإنجليزي (English Bob).
- جيمز وولفيت بدور: شوفيلد كيد (Schofield Kid).
- فرانسيس فيشر بدور: أليس الفراولة (Strawberry Alice).

## وصلات خارجية
- غير مغفور على موقع IMDb (الإنجليزية)
- غير مغفور على موقع ميتاكريتيك (الإنجليزية)
- غير مغفور على موقع الموسوعة البريطانية (الإنجليزية)
- غير مغفور على موقع روتن توميتوز (الإنجليزية)
- غير مغفور على موقع نتفليكس (الإنجليزية)
- غير مغفور على موقع قاعدة بيانات الأفلام العربية
- غير مغفور على موقع ألو سيني (الفرنسية)
- غير مغفور على موقع Turner Classic Movies (الإنجليزية)
- غير مغفور على موقع أول موفي (الإنجليزية)
- غير مغفور على موقع بوكس أوفيس موجو (الإنجليزية)
- Unforgiven في موقع Filmsite.org.
- Unforgiven في قائمة أفضل مئة فيلم ملهم في موقع الفن والإيمان Artsandfaith.com
- تحليل نفسي لفيلم غير مسامح من موقع Psychoanalytic.
- مقال حول فيلم غير مسامح نسخة محفوظة 11 أبريل 2009 على موقع واي باك مشين. (بالإنجليزية).

| سبقه صمت الحملان | أوسكار - أفضل فيلم 1992 | تبعه قائمة شندلر |